# 발랑고다인
발랑고다인(영어: Balangoda Man)은 스리랑카에서 발견된 제4기 후기의 사람족 화석이다. 발랑고다인이란 명칭은 스리랑카 라트나푸라구의 발랑고다에서 발견된 중석기 유적인 "발랑고다 문화"를 일군 사람들을 지칭하기 위해 붙여졌다. 이들은 해부학적으로 호모 사피엔스에 해당한다. 동굴과 여러 유적지에서 발견된 유물의 시기는 3만8천 년 전으로 거슬러 올라가며, 이 연대 추정은 남아시아에서 발굴된 현생 인류 화석 가운데 가장 신뢰도가 높은 것이다. 골격 파편과 함께 발견된 유물 가운데는 2만8천5백 년 전의 잔석기가 포함되어 있다. 이는 아프리카의 일부 유적과 함께 가장 앞선 시기의 잔석기 유물이다.
발랑고다인 남성은 두꺼운 두개골에 안와가 두드러지고 납작한 코에 두터운 아래턱뼈와 짧은 목을 지녔다. 치아가 눈에 띄게 컸다. 발랑고다인 유골이 발견된 동굴은 약 1만6천 년 동안 지속적으로 사용되어 서로 다른 시기의 골격 파편들이 누적되어 왔다. 이로서 연속적인 골격의 변화를 통해 발랑고다인에서 베다인까지 이어지는 진화적 추이를 추정할 수 있다.

## 기원

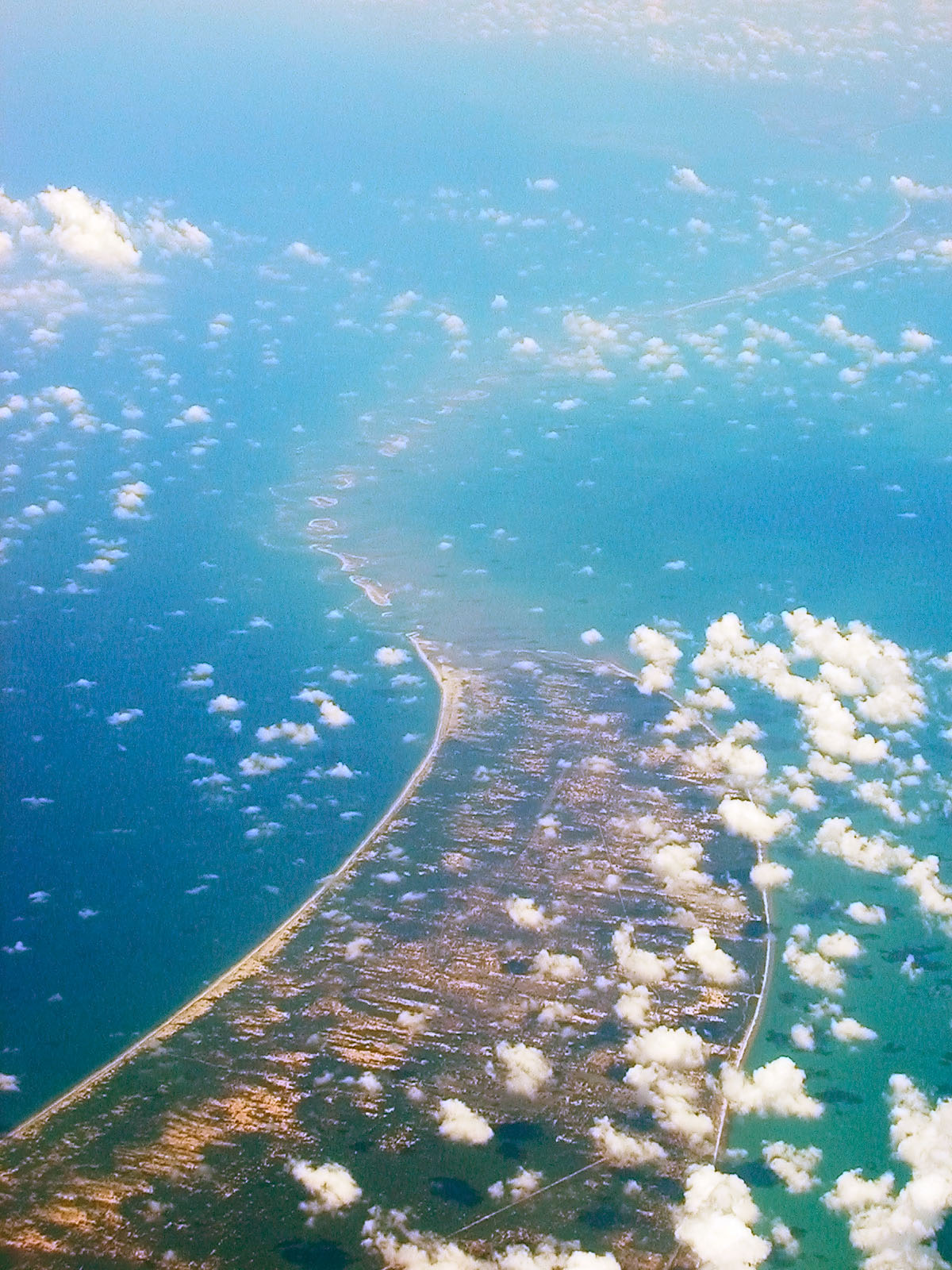
아담의 다리. 포크 해협을 건너 스리랑카와 인도를 연결한다.

남아시아의 플라이스토세 후기 인류 화석들은 초기 현생 인류가 구세계에 퍼져 나간 경로를 이해하는데 중요한 고고학적 자료이다. 인도아대륙에서 스리랑카섬으로 연결된 포크 해협의 아담의 다리는 빙기가 되면 해수면이 낮아 지면서 육로로 바뀌었다. 이 길을 따라 각종 동물들과 사람이 스리랑카섬으로 건너갔을 것으로 추정된다. 아담의 다리는 평소에도 일부가 해수면 위로 이어진 염주와 같이 점점이 드러나 있는 사주이다. 이를 형성하는 대륙붕의 깊이는 약 70m 깊이에 불과하여 최소 지난 50만년 사이에 주기적으로 육로가 되었다. 빙기에 형성된 육교는 폭 1백 미터 길이 50Km 정도였을 것이다.
고생물학 연구를 통해 스리랑카 함반토타구의 달라 인근 해안 퇴적물의 현대에서 12만5천 년 전까지 선사시대 동물 화석을 분석한 결과가 정리되어 있다. 이 지역에서 발굴된 석영과 각암으로 만든 석기들은 중기 구석기 시대에 해당한다. 이 결과를 놓고 보면 스리랑카섬에는 이미 50만년 전에 구인류가 살고 있었을 수 있고 최소 30만 년 전에는 선사 시대 사람들이 있었다. 섬의 북쪽과 남동쪽 해안에서 조사된 고대 해안 모래 퇴적물에서도 그러한 초기 인류의 유물들이 출토되었다.
일반적으로 남아시아에는 이러한 초기 거주지 유적들이 산재한다. 이들이 곧바로 현생 인류와 관련된 것은 아니어서 인도의 마디아프라데시주 중부 나르마다 계곡에서 발견된 두개골은 지바절에 해당하는 약 20만년 전의 것으로 현생 인류 이전의 구인류들도 남아시아에 퍼져나가 살았다는 점을 확실히 보여준다. 이 유골은 그 당시 대표적인 구인류 화석인 호모 에렉투스와 다른 점이 많아 네안데르탈인을 포함하여 유럽에서 서아시아에 이르는 구인류 전반의 형태계측에 대한 논쟁을 불러 일으켰다.
발랑고다인에 대해서 1955년 호모 사피엔스 발랑고덴시스(H. s. balangodensis)라는 학명이 제안되었다. 분류를 놓고 하이델베르크인에 속한다는 견해와 보다 진화한 호모 에렉투스라는 견해가 있었으나 훗날 현생 인류에 속하는 호모 사피엔스로 정의되면서 이전의 논쟁은 별다른 의미가 없게 되었다.

## 화석과 유적의 발견
초기 화석에 비해 약 4만 년 전 이후의 것들이 보존 상태가 좋다. 이 시기의 화석과 남겨진 유적은 남아시아 지역의 초기 호모 사피엔스에 대한 가장 오래된 자료이자 특정 유형의 석기 사용 방식을 보여주는 초기 유물 가운데 하나이다.
칼루타라구에 있는 파히엔 동굴은 스리랑카섬에서 가장 큰 동굴 중 하나로서 가장 이른 시기의 화석이 발굴되었다. 방사능 연대 측정 결과 동굴에 사람이 살았던 시기는 약 3만4천 년 전에서 5천4백 년 전으로 이는 다른 동굴들의 경우도 비슷하다. 파히엔 동굴에서 발굴된 가장 오래된 인류 화석은 측정 연대는 약 3만8천 년 정도의 어린 아이 유골이지만, 다른 유물들의 측정 결과를 생각하면 이 보다 전에 이미 주거 생활이 이루어졌음을 짐작할 수 있다.
스리랑카의 종교적 성지 가운데 하나인 스리파다의 해발 400 m 기슭에 있는 바타토탈레나 동굴에서도 여러 중요한 유적이 발견되었다. 첫 발굴은 1930년대 후반에 이루어졌으며 동굴 바닥에서 어린이와 여러 성인의 골격 파편을 찾았다. 1981년의 발굴에서는 동굴 내부 퇴적층의 여섯 번째 지층에서 보다 완전한 골격이 나왔고, 방사성 탄소 연대 측정 결과 약 1만6천 년 전의 것으로 확인되었다. 이듬해 일곱 번째 지층에서 17개의 잔석기와 함께 더 많은 유골이 출토되었다. 잔석기는 석영이나 각암을 긴 삼각형, 사다리꼴 또는 반달 모양으로 가공한 것으로 창이나 화살촉과 같은 사냥 도구로 사용되었다. 잔석기의 제작 시기는 약 2만8천5백 년 전으로 측정되었다.
바타토탈레나 동굴의 유적은 그곳에서 멀지 않은 곳에 위치한 벨릴레나 동굴에서 발견된 2만7천 년 전의 잔석기와 함께 세계적으로 가장 이른 시기의 잔석기 문화에 해당한다.  이와 비슷한 시기의 잔석기 유물은 아프리카의 일부 유적에서 발견되었다. 이와 비교하여 인도의 마하라슈트라주 파트네 유적에서 발견된 잔석기는 2만4천5백년 전의 것으로 스리랑카의 것보다 더 늦은 시기에 만들어진 것이다. 이 때문에 남아시아의 여러 지역에서 발견되는 잔석기는 다른 지역에서 유입되었다기 보다 지역 환경에 맞추어 다발적으로 자생하여 형성된 것이라는 견해가 있다. 한편 유럽의 잔석기는 약 1만2천년 전이 되어서야  나타나기 시작하고 작은 날붙이로 가공한 석기를 포함하여도 2만 년 전의 것이 가장 오래된 것이다.
사바라가무와주와 우바주에서 발견된 유적은 기원전 6세기까지 이어진 것으로 이 시기는 스리랑카의 역사 기록이 시작된 때와 겹친다.  따라서 스리랑카의 중석기 문화는 다른 지역의 금속 문화가 유입될 때까지 오랜 시간 동안 유지되었음을 알 수 있다. 동굴 거주지 역시 지속적으로 사용되면서 시기별로 잔석기 유물이 쌓여갔다. 이렇게 쌓인 잔석기는 시간이 지남에 따라 다른 형태의 도구로 점차 발전해 왔음을 알게 해 준다. 특히 약 1만3천 년 전에서 1만4천 년 전 사이에 석기의 형태 변화가 두드러졌다.
라트나푸라 지역의 벨릴레나 동굴과 벨란반디 팔라사에서 발견된 유골의 연대는 각각 1만2천 년 전과 6천5백년 전의 것으로 발랑고다인들이 이 시기 동안 스리랑카섬에서 안정적인 사회를 구성했다는 점을 보여준다.

### 신체적 특성 및 문화적 관습
화석을 통해 발랑고다인을 재구성해 보면 남성의 키는 174 cm, 여성의 경우 166 cm 정도로 현대의 스리랑카 사람들 보다 오히려 더 컸다.</ref> 머리뼈는 두터웠고 안와를 둘러싼 융기가 두드러졌으며 납작한 코와 두터운 아래턱, 짧은 목, 그리고 눈에 띄게 큰 치아가 있었다.
벨란반디 팔라사에서는 잔석기부터 중기 신석기 시대의 돌도끼까지 다양한 석기가 발견되었고 신석기 시대의 돌도끼는 코끼리의 넙다리뼈로 만든 판을 숫돌 삼아 갈아낸 흔적이 있다. 이 외에도 삼바사슴의 뼈로 만든 단검 등을 제작하였다. 같은 시기부터 이곳을 포함한 여러 유적에서 황토를 바른 도구 , 개의 사육, 매장 풍습을 보이는 무덤, 화덕의 사용을 보이는 다양한 문화적 유물이 출토되었다.

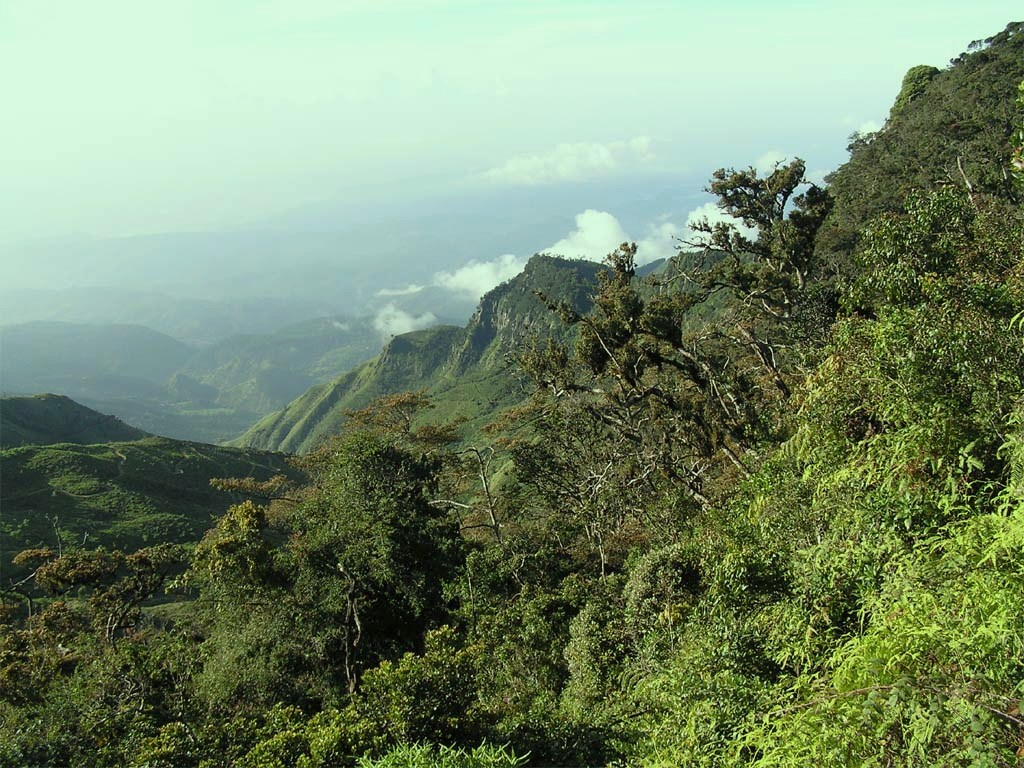
"세계의 끝"으로 불리는 절벽. 호턴 평원 국립공원에 있다.

다양한 재료를 사용한 중기 신석기 시대의 유물들이 발견되어 이들의 생활 모습을 추정할 수 있게 한다. 물고기 뼈, 조개로 만든 구슬과 목걸이, 상어 척추로 만든 구슬 등의 장신구와 여러 종류의 연체동물 잔해, 탄화된 야생 바나나, 빵나무 껍질 등의 식재료, 그리고 광택을 낸 골각기 등이 발견되었다.
해안에서 40 km 떨어진 동굴에서도 조개, 상어 이빨과 상어 뼈로 만든 구슬이 종종 발견되어 이들이 제법 멀리 있는 바다까지 직접 다녔다는 점을 시사한다. 벨릴레나 동굴 역시 내륙 산지에 있는 주거지 이지만 해안에서 소금을 채취해 가져 온 흔적이 있다.
잔석기 문화는 스리랑카의 우거진 열대 우림과 주기적으로 진행되었던 기후 변화에 적응한 결과로 보인다. 스리랑카 중부 고원 지대 남쪽의 호턴 평원 국립공원에서 발견된 잔석기는 중석기 시대의 인류가 만든 것이다. 내륙 고원에서 석기가 발견되는 이유에 대한 가설로는 이들이 평소에는 해안가 거주지에 살다가 정기적으로 내륙에 들어와 사냥을 하였다는 추측이 있다. 호턴 평원의 거주지는 영구적인 정착지로 사용되지 않은 임시 거류지이어서 이러한 추측을 뒷받침한다. 플라이스토세 후기에서 홀로세에 이르면 빵나무 열매와 바나나, 감람나무 열매 등이 주거지에서 발견되어 여러 열대 식물 자원을 채집하여 살았다는 것을 알 수 있다.
수렵 채집 생활에서 작물을 기르는 농업으로의 전환은 홀로세 초기 일부 열대 지역에서 시작된 것으로 보인다. 당시 농업은 화전으로 숲을 불태우고 작물을 기른 다음 토양의 양분이 바닥나면 다른 숲을 다시 불태우는 방식으로 진행되었다. 보다 후대에 이르러 농업 기술이 발전하자 논 농사를 통한 벼의 재배가 이루어졌다.

## 현대인과의 연결
스리랑카의 첫 역사 기록 연대기는 기원전 5세기 무렵 인도 북부에서 이주해 온 싱할라인이 기록한 것으로 이주해 올 당시 스리랑카섬에는 베다인들이 수렵채집사회를 이루고 있었다고 묘사하고 있다. 이들은 자연 동굴에 거주하면서 사냥감과 꿀을 이웃한 청동기 문화 마을과 교류하여 금속제 화살촉과 창 등으로 교환하였다. 베다인들은 역사 시대가 시작된 이후로도 오랫동안 동굴 생활을 지속하였으며 15세기 무렵 캔디 왕국에 의해 동화되었다고 한다. 오늘날 농업을 하며 살아가는 베다인과 선사 시대의 발랑고다인 사이의 유전적 연관성은 확실하지 않지만 스리랑카 동굴에서 발견된 유골은 베다인과 형태학적 유사성을 보인다. 베다인이 발랑고다인의 직접적 후손이라면 이들은 최소 1만 6천년 동안 연속적인 정착 생활을 해 온 셈이 된다. 고립된 섬 지역이라는 점과 인도에서 이주해 온 집단이 처음 도착한 것이 기원전 5세기였다는 것을 감안하면 충분히 가능한 일이다. 이는 초기 호모 사피엔스의 이주와 정착 그리고 섬과 같은 격지의 고립에 따른 적응과 관련이 깊은 주제이다.
한편 현생 인류인 호모 사피엔스는 네안데르탈인이나 데니소바인과 같은 구인류를 포함하여 여러 지역에서 다양한 인류 집단과 혼혈을 이루며 진화하여 왔기 때문에 특정 인류 집단만이 단일하게 현대 소수 민족의 직접적 조상을 이룬다고 보기는 어렵다.
이런 점을 감안하더라도 베다인은 스리랑카의 다른 인류 집단인 싱할라인이나 타밀인과 비교하여 상대적으로 작은 키, 훨씬 더 튼튼한 두개골, 약간 더 큰 어금니의 크기와 같이 뚜렷이 구분되는 특징을 지니고 있어 오늘날 베다인을 형성한 유전자풀의 상당 부분이 바랑고다인에서 기원하였다고 추정할 수 있다.
최근 유전자 연구에서 베다인은 스리랑카에 가장 먼저 정착하였고 미토콘드리아 하플로그룹의 연관성을 통한 정착 이후 혼혈 과정 분석에서 싱할라인과 스리랑카 타밀인과는 비교적 높은 관련을 보인 반면 19세기가 되어서야 이주해 온 스리랑카의 인도계 타밀인과는 별다른 관련이 없는 것으로 조사되었다. 이는 역사에 기록된 스리랑카 인구 집단의 정착 순서와 잘 맞아 떨어진다. 한편 발랑고다인에 대한 고대 DNA 연구는 아직 진행된 것이 없다.